# Aartsabdij van Sankt Ottilien

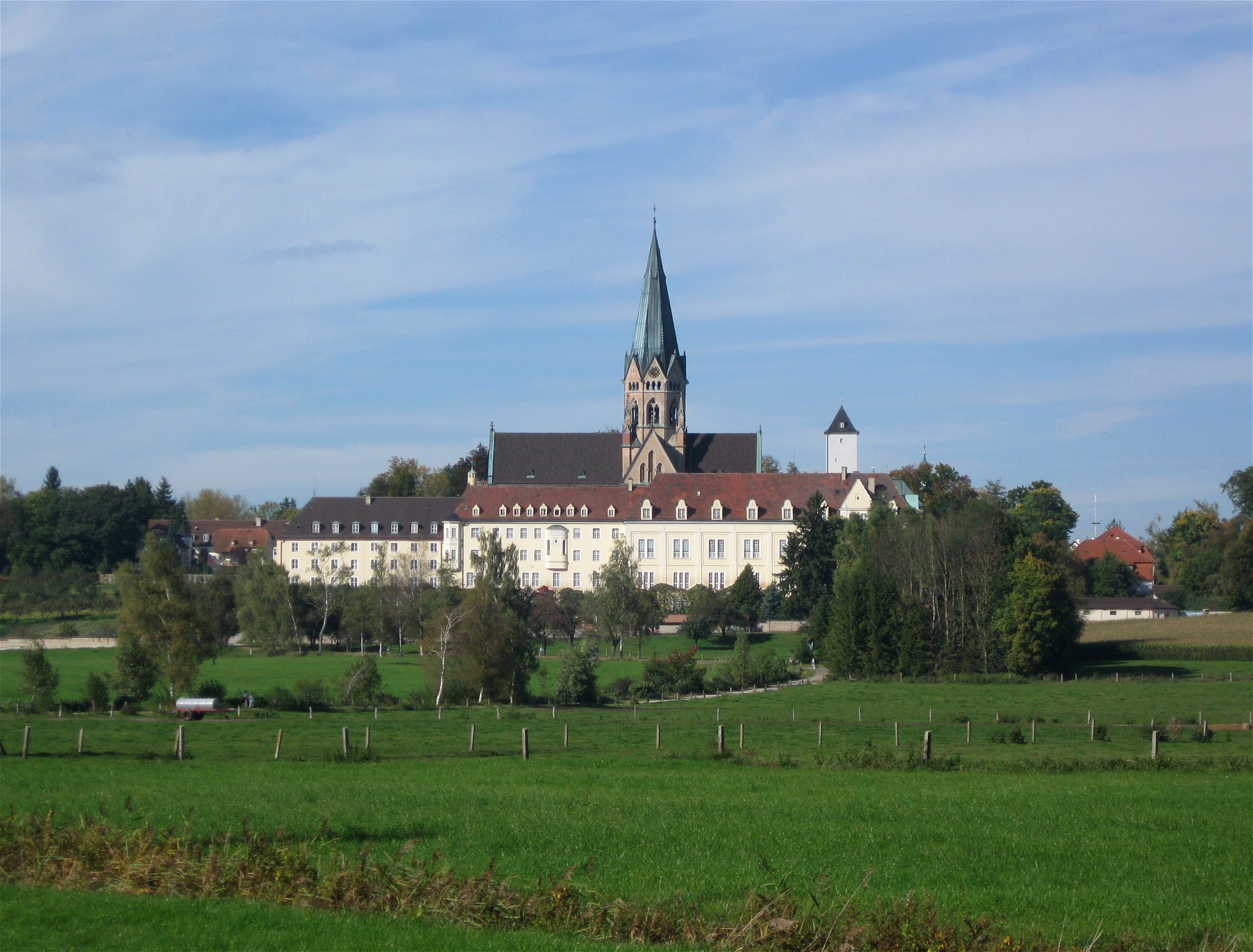
Aartsabdij Sankt Ottilien gezien vanuit het Zuiden

De Aartsabdij van Sankt Ottilien (Archiabbatia Ottiliensis) is een benedictijner aartsabdij in Eresing in Beieren. De Congregatio Ottiliensis is vernoemd naar deze abdij.

## Geschiedenis
De abdij werd gebouwd op een plaats waar eertijds een kasteel en kapel stond. In de 19de eeuw werd het gebouw hervormd tot abdij. De abdij is de basis van vele andere stichtingen in Azië en Afrika. De huidige aartsabt is Wolfgang Öxler.

## Abdijkerk
De 19de-eeuwse abdijkerk is gewijd aan het H. Hart, in neogotische stijl. 

## Bekende monniken
- Notker Wolf